# 阿蘇市立波野小学校
阿蘇市立波野小学校（あそしりつなみのしょうがっこう）は、熊本県阿蘇市波野大字波野にある公立小学校である。

## 沿革
楢木野小学校
- 1873年（明治6年） - 赤仁田学校設立。
- 1874年（明治7年）5月 - 滝水村に鳥越学校設立。
- 1882年（明治15年）6月 - 鳥越学校が鳥越尋常小学校となる。
- 1901年（明治34年）4月 - 大字波野字篠原2670-1に改築移転。
- 1912年（明治45年）4月 - 楢木野尋常高等小学校と改称。
- 1941年（昭和16年）4月 - 楢木野国民学校と改称。
- 1947年（昭和22年）4月 - 波野村立楢木野小学校と改称。

楢木野小学校犬子迫分校
- 1901年（明治34年）5月 - 仁田水分教場設置。
- 1903年（明治36年）5月 - 山崎分教場設置。
- 1907年（明治40年）7月 - 教場移転。
- 1908年（明治41年）2月 - 山崎分教場解体。
- 1930年（昭和5年）4月 - 分教場廃止。
- 1934年（昭和9年）4月 - 分教場設置認可。
- 1934年（昭和9年）12月 - 校舎落成。
- 1947年（昭和22年）4月 - 犬子迫分校と称する。

遊雀小学校
- 1873年（明治6年） - 遊雀に簡易教場設立。
- 1892年（明治25年） - 遊雀尋常小学校となる。
- 1900年（明治33年）10月 - 長畑に分教場設置。
- 1935年（昭和10年）4月 - 遊雀尋常高等小学校と改称。
- 1941年（昭和16年）4月 - 遊雀国民学校と改称。
- 1947年（昭和22年）4月 - 波野村立遊雀小学校と改称。
- 1958年（昭和33年）12月 - 校地移転。新校舎落成。

波野中部小学校
- 1900年（明治33年）10月 - 長畑に分教場設置。
- 1934年（昭和9年）9月 - 分教場移転。
- 1935年（昭和10年）4月 - 遊雀尋常高等小学校長畑分教場と改称。
- 1941年（昭和16年）4月 - 遊雀国民学校長畑分校と改称。
- 1947年（昭和22年）4月 - 波野村立遊雀小学校長畑分校と改称。
- 1954年（昭和29年）4月 - 波野村立波野中部小学校として独立。

小池野小学校
- 1873年（明治6年） - 小池野小学校創立。
- 1892年（明治25年）5月 - 小池野尋常小学校となる。
- 1910年（明治43年）8月 - 大字小池野字小池野761番地に移転増築。
- 1936年（昭和11年）4月 - 小池野尋常高等小学校と改称。
- 1941年（昭和16年）4月 - 小池野国民学校と改称。
- 1947年（昭和22年）4月 - 波野村立小池野小学校と改称。
- 1965年（昭和40年）4月 - 校地移転。新校舎、体育館落成。

波野小学校
- 1999年（平成11年）4月 - 楢木野小学校、犬子迫分校、遊雀小学校、波野中部小学校、小池野小学校が合併し波野村立波野小学校となる。
- 2005年（平成17年）2月 - 阿蘇市立波野小学校と改称。

## 進学先
- 阿蘇市立波野中学校